# Bethlehemkirche (Neuschoo)

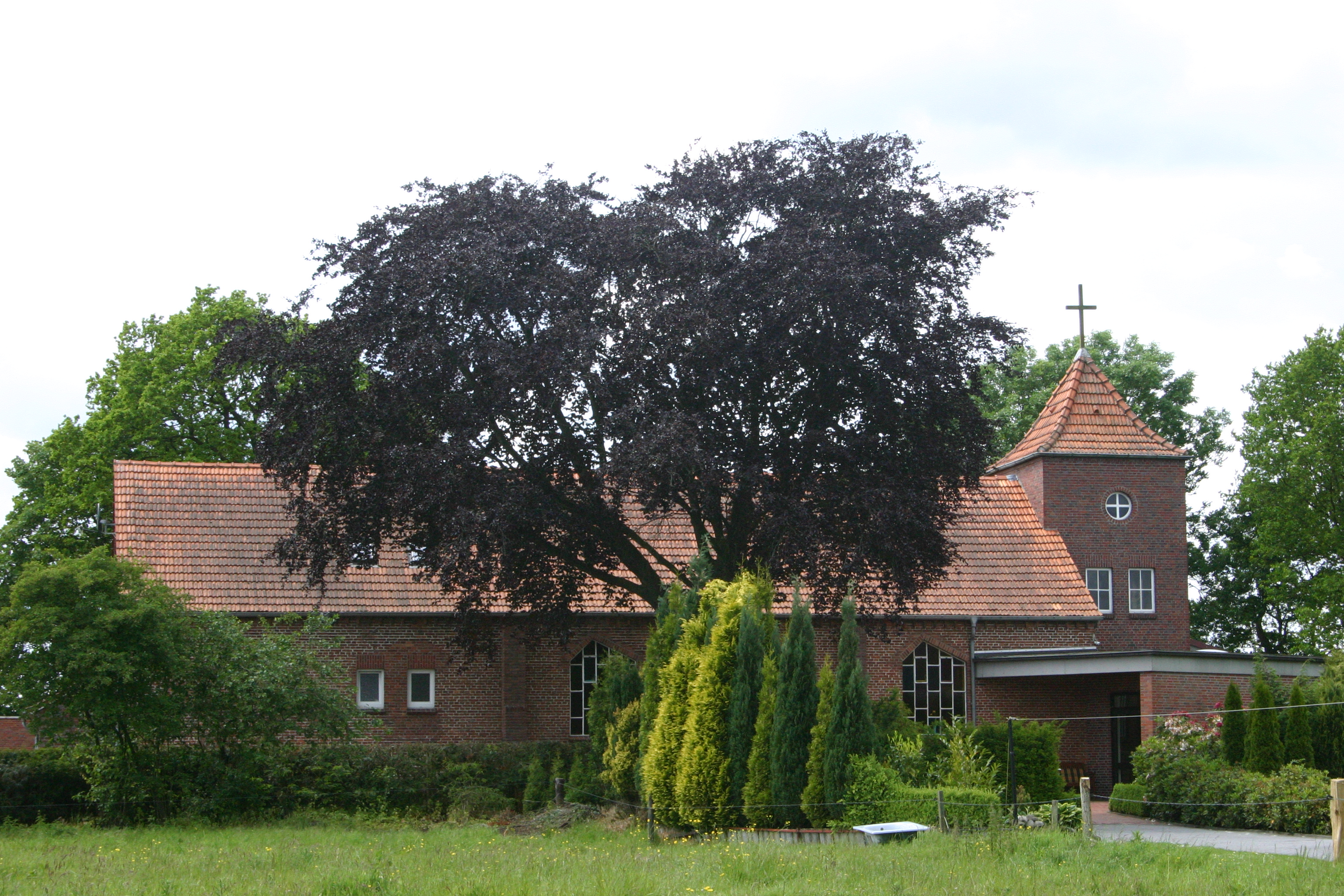
Bethlehemkirche Neuschoo

Die methodistische Bethlehemkirche Neuschoo (auch Methodistenkirche Neuschoo genannt) steht in der Gemeinde Neuschoo, Samtgemeinde Holtriem (Ostfriesland). Sie wurde im Jahr 1869 errichtet und ist mithin eine der ältesten methodistischen Kirchen in Deutschland.

## Geschichte
Erste methodistische Christen traten in Ostfriesland seit 1809 auf. Erst im Zuge der ausgeprägten Missionstätigkeit des Methodistenpredigers Franz Klüsner ab 1861 in Ostfriesland und insbesondere ab 1866 ausgehend von Aurich kam es 1868 auf Betreiben des Schmieds, Krämers und Gastwirts Jürgen Gottfried Schmidt zur Gründung der Gemeinde in Neuschoo. Sie hatte anfangs 55 Mitglieder und war zunächst Station des Bezirks Aurich. Klüsner siedelte 1869 nach Neuschoo über und wurde erster Prediger der Gemeinde (bis 1872). Zu Beginn fanden die Versammlungen in einer Scheune in der Kolonie Schweindorf statt, später musste man in eine Ziegelei umziehen, da oft mehr als 400 Zuhörer kamen. Am 31. Mai 1869 wurde dort eine Kapelle durch Bischof Ludwig Jacoby geweiht. Das Gebäude wurde in Eigenleistung mit Ziegeln aus der nahe gelegenen Ziegelei erbaut. Das Grundstück auf dem „Vossbarg“ stellte Schmidt zur Verfügung. Dies erklärt den ungewöhnlichen Umstand, dass die Kirche außerhalb des Ortes, gleichsam mitten im Grünen gelegen ist. Um 1900 war ein Mitgliederschwund zu verzeichnen, als viele Auswanderer nach Amerika die Gemeinde verließen. Andere traten wieder in die Landeskirche ein. 1897 hatte die Gemeinde 135 Mitglieder und 35 Probemitglieder. 1966 wurde der eigenständige Bezirk Aurich aufgelöst und mit Neuschoo vereinigt. Im Zuge einer umfassenden Renovierung der Kirche in den Jahren 1975 bis 1977 wurden eine neue Eingangshalle und größere Gemeinderäume geschaffen. Heute besuchen etwa 100 Personen den sonntäglichen Gottesdienst, der seit 2010 gemeinsam mit Aurich gefeiert wird, wo in der Methodistenkirche keine Gottesdienste mehr stattfinden. Die Gemeinde hat ein weites Einzugsgebiet, das in ost-westlicher Richtung etwa 50 km umfasst.

## Baubeschreibung und Ausstattung
Ein gedrungener Turm auf quadratischem Grundriss ist an das Kirchenschiff angebaut, der auch als Eingang zur Kirche dient. In halber Höhe des Turms befinden sich je zwei kleine Fenster und darüber ein rundes Fenster. In den Längsseiten der Kirche sind die ursprünglichen Fenster nicht erhalten, sondern wurden moderne fünfeckige Fenster eingebrochen. Der Innenraum ist schlicht gestaltet und wurde 1975 renoviert. Der Parkettfußboden wurde neu verlegt und die Decke mit Holz vertäfelt. Gustav Brönstrup schuf 1953 die Orgel, die über elf Register auf einem Manual und Pedal verfügt.